# Laurence R. Harvey
Laurence Robert Harvey, mais conhecido como Laurence R. Harvey (Wigan, Inglaterra, 17 de julho de 1970) é um ator inglês.

## Carreira
Laurence R. Harvey iniciou sua carreira no cinema em 2010 no curta-metragem The Pizza Miracle no papel de um chef de cozinha. Em 2011, tornou-se conhecido com o polêmico filme de terror The Human Centipede 2 (Full Sequence), do diretor neerlandês Tom Six, no qual fez o papel do obeso, asmático e insano Martin Lomax, que é obcecado com o filme original. Em 2015, retorna para sequência, o igualmente polêmico The Human Centipede 3 (Final Sequence), desta vez no papel de Dwight Butler, assistente de um diretor de penitenciária. Nesse mesmo ano ganhou o prêmio Melhor Comédia de Horror no festival alemão Weekend of Horrors pelo filme Banjo.

## Filmografia
- The Pizza Miracle: 2010
- The Human Centipede 2 (Full Sequence): 2011
- King of Thebes: 2012
- Cool as Hell: 2013
- The ABCs of Death 2: 2014
- The Editor: 2014
- Banjo: 2015
- Dead Love: 2015
- English Mary: 2015
- House of Many Sorrows: 2015
- The Human Centipede 3 (Final Sequence): 2015
- Boogeyman: Reincarnation: 2015
- Kindred Spirits: 2015
- Redacted: 2015
- Elephant Man of War: 2016
- Egomaniac (2016)
- Made Ordinary (2017)
- Dark Web (2017)
- Attack of the Adult Babies (2017)
- House of Many Sorrows (2020)
- A Little More Flesh II (2021)
- Torture (2021)
- Eating Miss Campbell (2022)
- Ribspreader (2022)
- Artifacts of Fear (2023)

## Prêmios e indicações

### Prêmios
Weekend of Horrors
- Melhor Comédia de Horror: 2015

### Indicações
Fright Meter Awards
- Melhor Ator: 2011[6]

## Ligações Externas
- Laurence R. Harvey. no IMDb.
- Laurence R. Harvey no Rotten Tomatoes (em inglês)
- Entrevista com Laurence R. Harvey no site de filmes Movieline (em inglês)